# Weapons
Weapons is een Amerikaanse mysterieuze horrorfilm uit 2025, geschreven, geproduceerd en geregisseerd door Zach Cregger. De hoofdrollen worden vertolkt door Josh Brolin, Julia Garner, Alden Ehrenreich, Austin Abrams, Cary Christopher, Benedict Wong en Amy Madigan. 

## Verhaal
De film volgt de zaak van zeventien kinderen uit dezelfde klas die op mysterieuze wijze 's nachts op exact hetzelfde moment verdwijnen, waarbij hun leraar de hoofdverdachte is.
De film is verdeeld in zes hoofdstukken, waarbij telkens het verhaal van één personage verteld wordt:
1. Justine (de lerares)
2. Archer (vader van een van de kinderen)
3. Paul (vriend van Justine)
4. James (inbreker)
5. Marcus (schooldirecteur)
6. Alex (kind)

## Rolverdeling
- Josh Brolin als Archer Graff, de vader van Matthew, een van de vermiste kinderen
- Julia Garner als Justine Gandy, een lerares die ontdekt dat bijna al haar leerlingen verdwenen zijn
- Alden Ehrenreich als Paul Morgan, een politieagent die een gecompliceerde relatie heeft met Justine
- Austin Abrams als James, een drugsverslaafde en inbreker
- Cary Christopher als Alex Lilly, het enige kind uit Justines klas dat niet verdween
- Benedict Wong als Marcus, de schooldirecteur
- Amy Madigan als Gladys, de zogenoemde tante van Alex
- Toby Huss als Ed Locke, de politiecommissaris en Pauls schoonvader
- Sara Paxton als Erica, de moeder van Bailey, een van de vermiste kinderen
- Justin Long als Gary, de vader van Bailey, een van de ver miste kinderen
- June Diane Raphael als Donna Morgan, de vrouw van Paul en Eds dochter
- Whitmer Thomas als Mr. Lilly, de vader van Alex
- Callie Schuttera als Mrs. Lilly, de moeder van Alex
- Clayton Farris als Terry Miller, de echtgenoot van Marcus
- Luke Speakman als Matthew Graff, de zoon van Archer en een van Justines vermiste studenten
- Scarlett Sher als de stem van de kinderverteller in de film

## Productie

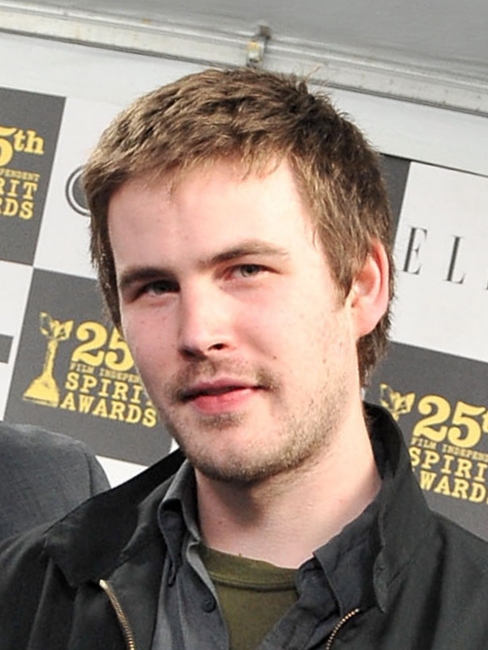
Zach Cregger (op de foto) veilde de rechten op het script van de film voor $38 miljoen.

Na het financiële en kritische succes van zijn film Barbarian (2022) begon Zach Cregger te werken aan een nieuw spec script getiteld Weapons. Het is beschreven als een "horror-epos" met een meer "persoonlijk verhaal" voor de filmmaker, deels geïnspireerd door Paul Thomas Andersons film Magnolia (1999). 
Het scenario kwam op 22 januari 2023 op de markt en veroorzaakte een biedingsoorlog tussen Netflix, New Line Cinema, TriStar Pictures en Universal Pictures. New Line verwierf de rechten binnen 24 uur na een bod van 38 miljoen Amerikaanse dollars om alle kosten te dekken, inclusief productie en salarissen, waarbij Cregger 10 miljoen dollar kreeg als schrijver, regisseur en producent en het recht van final cut (in afwachting van reacties op de testvertoning van de film) naast een gegarandeerde bioscooprelease.
In mei 2023 werden Pedro Pascal en Renate Reinsve gecast voor de film. In februari 2024 verliet Pascal het project vanwege zijn verplichtingen aan de Marvel Cinematic Universe (MCU)-film The Fantastic Four: First Steps (2025), waarbij Josh Brolin in gesprek ging om hem te vervangen. In april voegden Julia Garner en Alden Ehrenreich zich bij de cast, en werd bevestigd dat Brolin zich ook bij de cast zou voegen. In mei werd aangekondigd dat Benedict Wong, Amy Madigan, Austin Abrams, Cary Christopher en June Diane Raphael zich bij de cast zouden voegen. De opnames begonnen in mei 2024 in Atlanta.

## Release
Weapons ging op 31 juli 2025 in première in het United Theater in Los Angeles. De film werd op 8 augustus 2025 door Warner Bros. Pictures in de Amerikaanse bioscopen uitgebracht. Oorspronkelijk stond de release gepland voor 11 januari 2026.